# Суходолов, Валентин Николаевич
Валентин Николаевич Суходолов (25 января 1932, Москва, СССР — 1 декабря 1990, там же) — советский военный лётчик, журналист и москвовед.

## Биография
Родился 25 января 1932 года в Москве. В 1952 году окончил Московский машиностроительный техникум и в том же году поступил в военное авиационное училище лётчиков, которое он окончил в 1956 году. После окончания учёбы его призвали в армию и направили на военную службу на Дальний Восток. Находясь на службе в армии он увлёкся журналистикой. Первые статьи он посвятил военной тематике. С 1969 года началась его полномасштабная журналистская деятельность, он стал печататься в газетах и журналах. В основном работал для газет: «Красная звезда», «Молодой дальневосточник» и «Тихоокеанская звезда». Статьи на военную тематику он печатал для журналов «Авиация и космонавтика» и «Гражданская авиация». В 1973 году вышел в отставку из авиации со званием капитана и вернулся в Москву. Спустя какое-то время он увлёкся москвоведением и изучал историю района, где жил, также увлекался историей памятников Пролетарского района. Статьи и очерки по москвоведению он печатал в журналах «Городское хозяйство Москвы» и «Строительство и архитектура Москвы». Писал также ряд театральных очерков, опубликовывая материалы в журналах «Ленинградская панорама», «Нева», «Отечество» (посмертная публикация) и «Театр».
Скончался 1 декабря 1990 года в Москве. Похоронен на 5-м участке Николо-Архангельского кладбища (аллея № 1).